# Locust Grove (Dillwyn)
Locust Grove ist ein historisches Wohnhaus zwischen Dillwyn und Buckingham im Buckingham County im US-amerikanischen Bundesstaat Virginia. Es wurde vor 1794 erbaut und ist durch seine Verbindung zum Revolutionär Peter Francisco als Peter Francisco House bekannt. Unter diesem Namen wurde es am 16. März 1972 dem National Register of Historic Places hinzugefügt.

## Beschreibung
Locust Grove ist ein eineinhalbstöckiges Haus mit einem Satteldach und zwei Dachgauben auf jeder Dachseite. Ein Gesims bildet die Basis für das Dach. An jedem Ende des Gebäudes befinden sich zwei Kamine, der östliche ist im Flämischen Verband gemauert und ursprünglich. Der westliche im Englischen Verband gebaute Kamin scheint ein Ersatzbau aus späterer Zeit zu sein und entstand vermutlich, als das Haus noch einen einstöckigen Seitenflügel hatte. Dieser Seitenflügel existiert nicht mehr, das Fundament seines Kamins ist jedoch noch sichtbar. Ein kleiner Garten wurde anstelle des ehemaligen Seitenbaus angelegt. Der Sockel des Bauwerks ist im Englischen Verband gemauert, das Gebäude ist voll unterkellert. Als das Haus für das National Register of Historic Places nominiert wurde, waren die Fensterrahmen und die Läden noch original, wie auch ein Großteil der Holzverkleidungen. Die Bauteile des Hauses aus Kiefern sind mit Holzstiften und Nägeln aus Holz zusammengefügt.

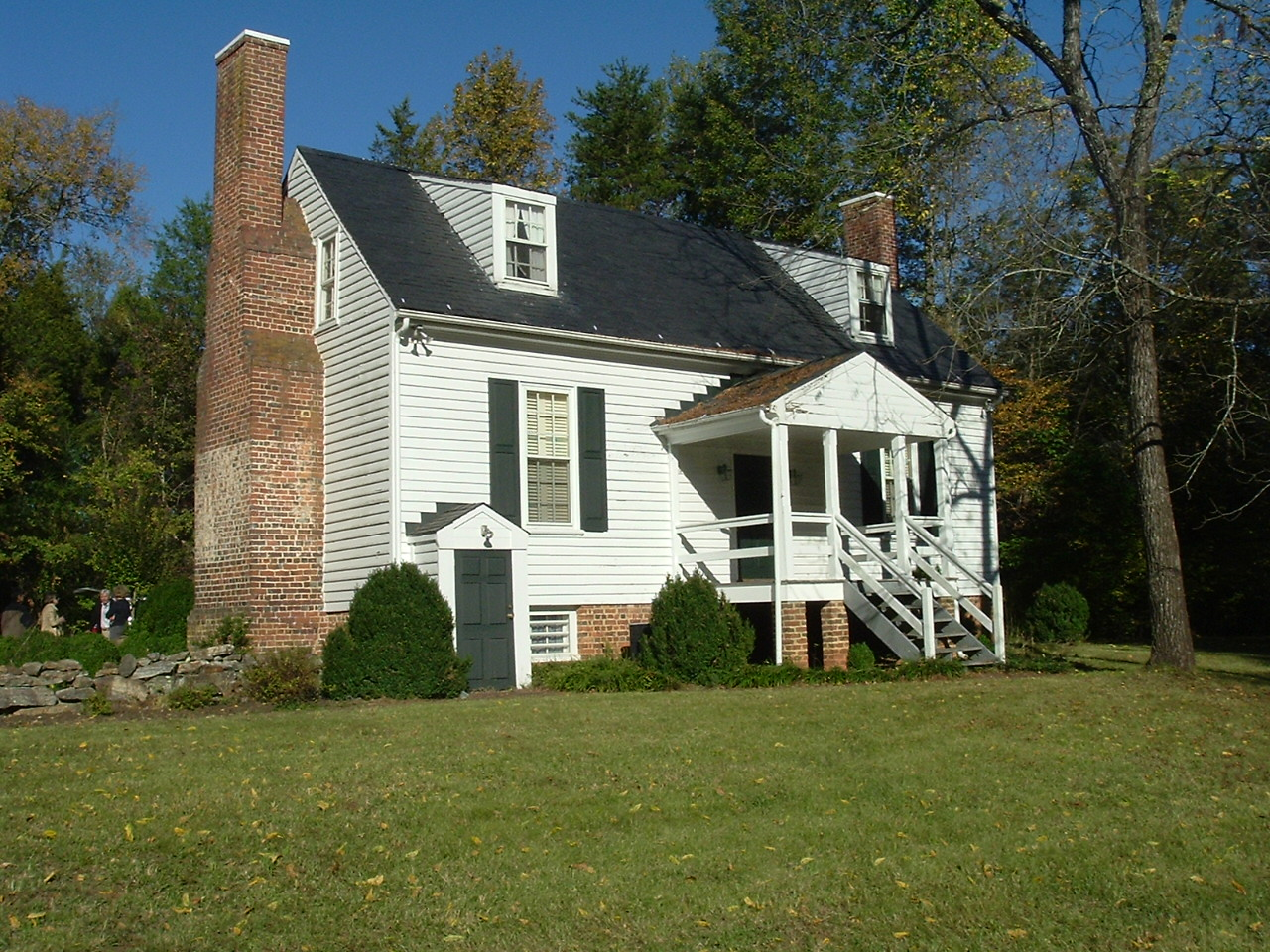
Rückseite des Hauses

Im Innern ist das Haus auf jedem Stock in zwei Haupträume unterteilt, die Treppe zum Obergeschoss befindet sich in der zentralen Halle. Von der ursprünglichen Innenausstattung ist wenig erhalten. Kamineinfassungen und Vertäfelungen wurden entfernt, ebenso einige der Dielenbretter im zweiten Stock, die teilweise heruntergebrochen waren. Ein Teil der Treppe und die nördliche Ausgangstür sind original. Die Wände waren einst teils gefliest, viel davon ist aber im Laufe der Zeit zerfallen.
Locust Grove hat im Laufe der Zeit gelitten und wurde zum Zeitpunkt der Begutachtung für den Eintrag in das National Register of Historic Places als „deteriorated“ beurteilt, also als „verfallen“. Der größte Teil der Rahmenkonstruktion hat die Zeit jedoch überstanden und ermöglicht so einen Blick in die Bauweise des Hauses, viele der Ausschmückungen im Innern und Äußern des Gebäudes sind allerdings verschwunden. Durch umfangreiche Restaurierungsarbeiten ist das Haus inzwischen wieder in einem bewohnbaren Zustand.

## Lage
Locust Grove befindet sich ungefähr eineinhalb Kilometer von der Virginia State Route 626 in der Nähe der Grenze des Buckingham Countys mit dem Cumberland County. Die Zufahrt zum Haus erfolgt von Norden her. Das Haus steht am Ende einer unbefestigten Straße inmitten von Farmland und Gestrüpp. Das Haus steht an der Kante eines Berges oberhalb des Payne Creek, ziemlich isoliert von der Gemeinde in der Umgebung. Als es erbaut wurde, war das Haus mit der alten Kutschenstraße verbunden, die einst von Richmond nach Appomattox führte; bei archäologischen Grabungen wurden unweit des Hauses Reste des alten Straßenbettes entdeckt.

## Geschichte

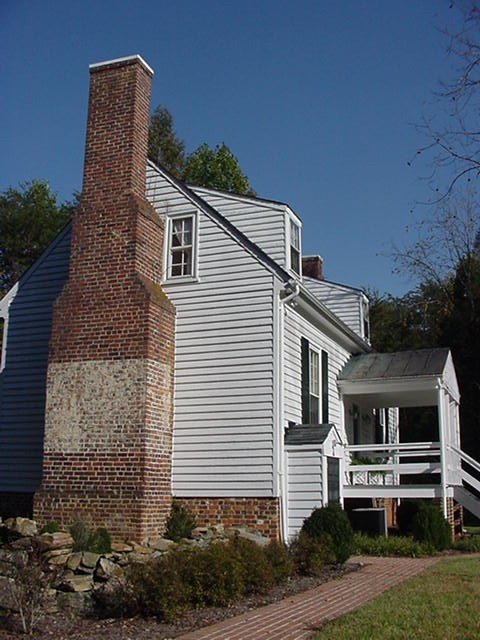
Seitenansicht

Über die Anfänge des Hauses ist wenig bekannt. Es ist erwiesen, dass es vor 1794 erbaut wurde, da Francisco in jenem Jahr seinen Wohnsitz dem Haus nahm. Er lebte bis Mitte der 1825er Jahre hier. Eine Quelle nennt das Jahr 1785, wogegen eine andere aufgrund des Stils ein Datum zwischen 1790 und 1810 annimmt. Francisco selbst hatte eine Bindung an die Gegend – er wuchs in Hunting Towers, dem in der Nähe liegenden Anwesen von Patrick Henrys Onkel, dem Richter Anthony Winston. Es ist unbekannt, wie Francisco Eigentümer des Landes wurde, auf dem Locust Grove steht; die Überlieferung der Familiengeschichte legt nahe, dass er es vom Pflanzer James Anderson erhielt, dem Vater seiner ersten Frau Susannah. Jedenfalls lebte er hier mit seiner zweiten Frau Catherine Brooke, mit der er gemeinsam vier Kinder großzog. Sie starb 1821; zwei Jahre später verehelichte er sich erneut, diesmal mit einer verwitweten Nichte des Gouverneurs Edmund Randolph. Sie überzeugte ihn schließlich, das Landleben zugunsten eines bequemeren Lebens in Richmond aufzugeben, wo er als oberster Ordnungsbeamter des Senats von Virginia tätig war und wo er bis zu seinem Tod blieb.
Aus der Zeit Franciscos auf Locust Grove sind wenig Aufzeichnungen erhalten. Diese spärlichen Informationen deuten darauf hin, dass die Farm für Virginia in der Zeit zu Beginn des 19. Jahrhunderts typisch war. Ein 1815 zur Ermittlung einer persönlichen Vermögenssteuer aufgestelltes Inventar hält fest, dass es in dem Haushalt sieben Sklaven über zwölf Jahren gab und einer zwischen neun und zwölf Jahren, außerdem sechs Pferde und zwölf Stück Vieh. Es wurde keine Kutsche oder Uhr gefunden, auch kein Möbel aus Mahagoni, aber der Haushalt musste Steuern für einen Spiegel mit geschmiedeten Rahmen, zwei Kelche aus Kristallglas, drei Bilder und eine unbekannte Zahl von vergoldeten Rahmen abführen. Demnach war Francisco zu diesem Zeitpunkt nicht Teil der besseren Gesellschaft Virginias, aber wahrscheinlich unter den wohlhabenden Bewohnern des Countys.
Peter Francisco starb 1831; der nächste überlieferte Besitzer von Locust Grove war Robert Rives, der es 1845 für kurze Zeit besaß. Von ihm ging das Eigentum an John S. Coleman über, der darin bis 1906 lebte. Der nächste Besitzer war Abner Spencer und wohnte bis nach 1932 hier. Die Society of the Descendants of Peter Francisco begann sich zu Beginn der 1970er Jahre um das Anwesen zu kümmern und mietete es zum symbolischen Preis von einem US-Dollar im Jahr. Man beabsichtigte, das Haus zu restaurieren und in ein dem Andenken an Francisco gewidmetes Museum umzuwandeln. Die Restaurierung des Hauses wurde abgeschlossen, teilweise aufgrund der Zuteilung von matching funds durch die Bundesregierung der Vereinigten Staaten hinsichtlich der Eintragung in das National Register, das Museum wurde allerdings nie erbaut und das Haus ging in Privateigentum über.

## Archäologische Ausgrabungen

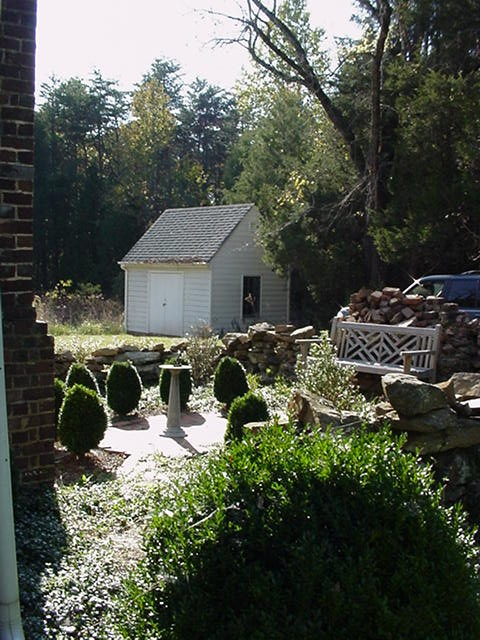
Garten an der Seite des Hauses

Im Rahmen der Restaurierung von Locust Grove Ende der 1980er Jahre wurde das Grundstück von Studenten am Longwood College besucht, die archäologische Grabungen an fünf verschiedenen Stellen des Anwesens durchführten. Die wichtigste davon war die Entdeckung eines Grabes eines Kleinkindes in einer Ecke des früheren Kräutergartens in der Nähe des Hauses. Mündlichen Überlieferungen zufolge hatte Francisco in den 1820er Jahren eine Tochter, die als Kleinkind starb und im Garten begraben wurde, amtliche Aufzeichnungen über ein solches Begräbnis oder eine Geburt existieren jedoch nicht. Die Entdeckung des Grabes gab der mündlichen Überlieferung eine größere Glaubwürdigkeit. Ebenfalls auf dem Gelände des Anwesens wurden die Reste der Fundamente eines Schuppens zum Trocknen von Tabak gefunden, der 1826 abbrannte sowie Asche, Nägel und Fragmente von Nägeln. Die Ausgrabungen brachten auch die Fundamente und den Keller eines alten Eishauses, der später als Müllgrube verwendet wurde sowie die Grundmauern eines anderen kleineren Gebäudes, dessen Zweck unklar ist und eine kleine Quelle zu Tage. Zahlreiche originale Balken sowie Tür- und Fensterrahmen des Hauses wurden ebenfalls gefunden und bei der Restaurierung ersetzt. Die Originale wurden zur weiteren Untersuchung im Keller des Hauses eingelagert.